# Centar za posjetitelje
Centar za posjetitelje je mjesto koje istodobno služi kao turistička atrakcija i javno mjesto muzejske namjene. Izravno je povezan s lokalnom atrakcijom ili znamenitošću u okolici. 
Centri za posjetitelje se obično nalaze u nacionalnim parkovima, arheološkim nalazištima, na poznatim mjestima... Namjena im je da, pored pružanja informacija posjetiteljima, budu središnja polazna i povratna točka za planinarenje ili sastanak s vodičima. Posjeduju i odgovarajuću infrastrukturu, parkirna mjesta za posjetitelje te ugostiteljske sadržaje.
Centar za posjetitelje objedinjuje nekoliko turističkih ponuda na jednom mjestu. Često je zamišljen kao turistička atrakcija. Između centra za posjetitelje i muzeja na otvorenom, prvenstveno kod arheoloških nalazišta, postoje sličnosti.